# Denis Preston
Sydney Denis Preston (* 1916; † 1979) war ein britischer Musikproduzent und Jazzkritiker. Er gilt als „Europas erster unabhängiger Plattenproduzent“.

## Leben und Wirken
Preston arbeitete in den 1940er Jahren als Jazzkritiker, Moderator bei der BBC und Journalist; 1945 sponserte er ein Ragtime-Konzert in der Londoner Toynbee Hall. 1948 gründete er in New York für Decca Records das Sublabel London Records. 1950 führte er ein Interview mit Sidney Bechet und produzierte in den frühen 1950er Jahren Aufnahmen von Calypso-Musikern wie Lord Kitchener, Lord Beginner oder Freddy Grant für Parlophone und Melotone.
1954 gründete er die Firma Record Supervision Ltd, die Lizenzaufnahmen für Major Labels produzierte. Im folgenden Jahr schloss er einen Lizenzvertrag mit Pye Records und produzierte für dieses Label bis 1959 Schallplatten von Chris Barber, Acker Bilk, Alex Welsh, Sandy Brown, Al Fairweather, Terry Lightfoot und Kenny Baker. Daneben produzierte er auch Lonnie Donegans frühe Skiffle-Aufnahmen.
Im Jahr 1956 gründete er in London die Lansdowne Studios (samt dem angeschlossenen Label Lansdowne Records). Im selben Jahr produzierte er mit dem Toningenieur Joe Meek Humphrey Lytteltons Platte Bad Penny Blues für das Label Parlophone. Nachdem Meek 1960 Lansdowne Studios verlassen hatte, gründete dieser nach Prestons Vorbild ein eigenes Aufnahmestudio.
Anfang der 1960er Jahre arbeitete Preston für EMI in dessen Columbia-Label. Neben den meisten der vorgenannten Musikern produzierte er nun auch Ken Colyer und Mike Cotton. Prestons Produktionen beschränkten sich aber nicht auf Traditional Jazz, sondern reichten von Folk über Modern Jazz bis zur Flamencomusik. Er produzierte Neil Ardley, Jack Elliott, Roger Whittaker, Cleo Laine, Joe Harriott und Stan Tracey ebenso wie auch die von afrikanischer und indischer Musik beeinflussten Künstler Kofi Ghanaba und Amancio D’Silva.
Nach seinem Tod im Jahr 1979 würdigte die Sunday Times in ihrem Nachruf Preston als „vielleicht bedeutendste Person, die aus dem britischen Jazzgeschäft hervorgetreten ist“. Er war der Cousin des Historikers (und Jazzkritikers) Eric Hobsbawm.